# Příbuzní navždy
Příbuzní navždy (v anglickém originále Cousins for Life) je americký komediální televizní seriál, který vytvořili Kevin Kopelow a Heath Seifert. Úvodní díl byl na stanici Nickelodeon odvysílán 24. listopadu 2018. 

## Obsazení

### Hlavní role
- Dallas Young jako Stuart, (český dabing: Matěj Macháček)
- Scarlet Spencer jako Ivy, (český dabing: Anna-Marie Šedivková)
- Ishmel Sahid jako Clark, (český dabing: Ondřej Rychlý)
- Ron G. jako Lewis, (český dabing: Marek Holý)
- Micah Abbey jako Leaf, (český dabing: Adam Ipser)

### Vedlejší role
- Jolie Hoang-Rappaport jako Gemma, (český dabing: Silvie Matičková)
- Emma Shannon jako Millie
- Tait Blum jako Jackson
- Stephanie Lemelin jako Charlotte
- Carsyn Rose jako Tessa
- Daniella Monet jako Denise
- John Paul Green jako Cody Cooper

### Hostující role
- Savannah May jako Marigold
- Lizzy Greene jako Natalie
- Annie LeBlanc
- Roman Reigns jako Rodney

## Vysílání
| Řada | Díly | Premiéra v USA     | Premiéra v USA | Premiéra v ČR   | Premiéra v ČR    |
| Řada | Díly | První díl          | Poslední díl   | První díl       | Poslední díl     |
| ---- | ---- | ------------------ | -------------- | --------------- | ---------------- |
| 1    | 20   | 24. listopadu 2018 | 8. června 2019 | 27. března 2019 | 5. července 2019 |